# 神奈川マツダ
株式会社神奈川マツダ（かながわマツダ）は、神奈川県を営業エリアとしていたマツダのカーディーラー。
地場独立資本のディーラーである。1988年からは、メルセデス・ベンツ正規ディーラー「シュテルン横浜東」を運営していた。
2018年3月31日付けで、最後まで残っていた横浜店が閉店し、これを以ってマツダ車販売からは完全撤退となった。
神奈川マツダの終了後はシュテルン横浜東を継続していたが、2020年1月31日付けで、シュテルン横浜東を「ケーユーホールディングス」に譲渡する。

## 2018年現在あった営業所

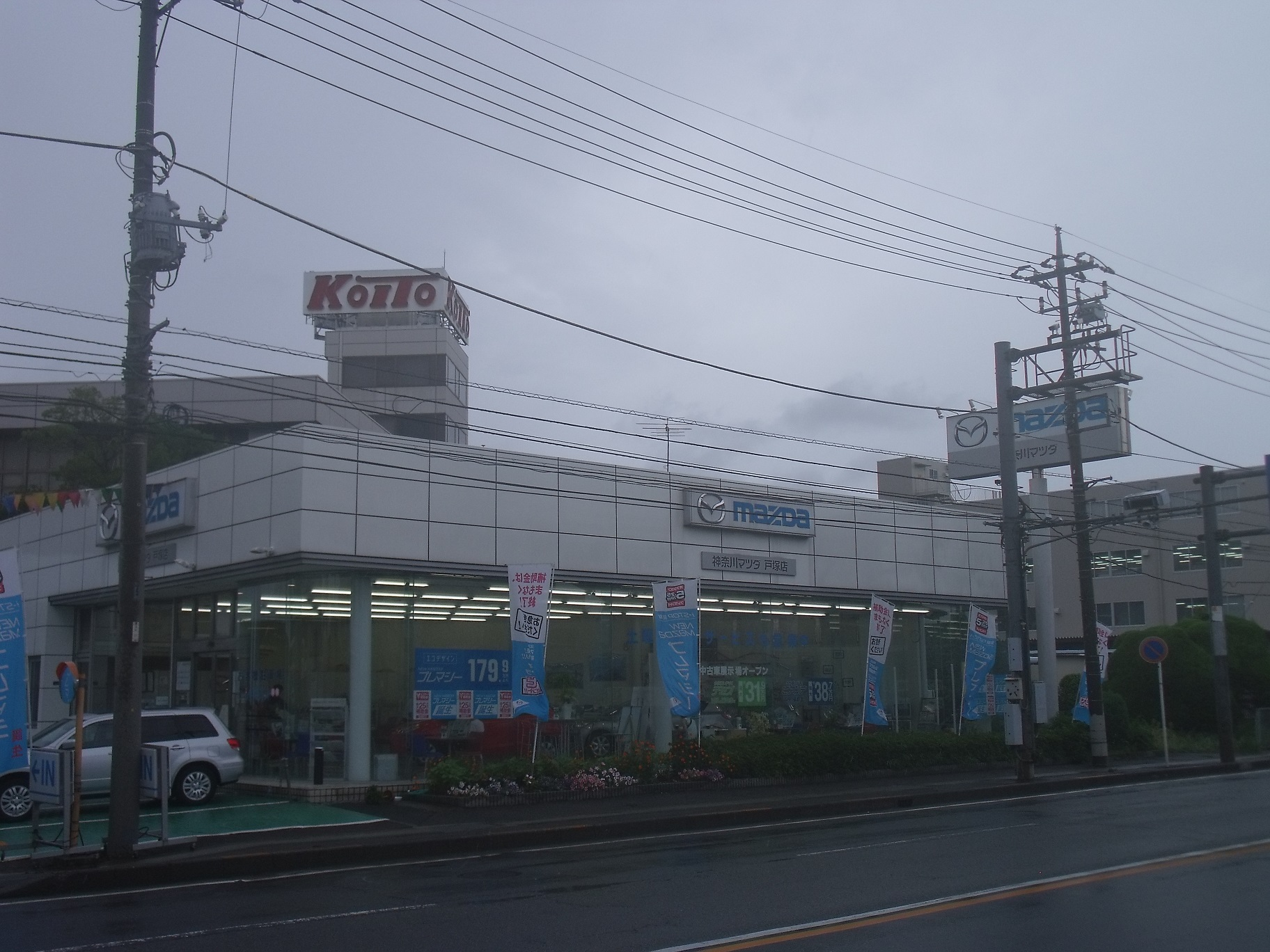
旧戸塚店（旧アンフィニ神奈川戸塚店）。現在は関東マツダに営業を移管している。

- 横浜店
  - 横浜市神奈川区神奈川2-16-1

### 他ブランド
シュテルン横浜東
- メルセデス・ベンツ横浜東
  - 横浜市神奈川区神奈川2-15-5
- メルセデス・ベンツ日吉
  - 横浜市港北区綱島西5-20-14
- メルセデス・ベンツ藤沢
  - 藤沢市鵠沼石上3-3-10
- メルセデス・ベンツ逗子
  - 逗子市久木4-13-9